# Utica Devils
Die Utica Devils waren ein US-amerikanisches Eishockeyfranchise der American Hockey League aus Utica, New York. Die Spielstätte der Devils war das Utica Memorial Auditorium.

## Geschichte
Die Utica Devils wurden 1987 als American-Hockey-League-Farmteam der New Jersey Devils aus der National Hockey League gegründet. Sie lösten in Utica die Mohawk Valley Comets aus der aufgelösten Atlantic Coast Hockey League ab. Das beste Ergebnis in der regulären Saison in der sechsjährigen Geschichte des Franchise waren 92 Punkte in der Saison 1989/90. Zwar erreichte Utica in den sechs Jahren vier Mal die Playoffs, jedoch scheiterte das Team stets bereits in der ersten Playoffrunde. Im Jahr 1993 wurde das Team von den Calgary Flames erworben, die es nach Saint John, New Brunswick, umsiedelten, wo es fortan als deren Farmteam unter dem Namen Saint John Flames in der AHL spielte.
Die Lücke, die die Utica Devils hinterließen, wurde von den Utica Bulldogs gefüllt, die in der Saison 1993/94 in der Colonial Hockey League spielten.

## Saisonstatistik
Abkürzungen: GP = Spiele, W = Siege, L = Niederlagen, T = Unentschieden, OTL = Niederlagen nach Overtime SOL = Niederlagen nach Shootout, Pts = Punkte, GF = Erzielte Tore, GA = Gegentore, PIM = Strafminuten
| Saison    | GP | W  | L  | T  | OTL | SOL | Pts | GF  | GA  | Platz     | Playoffs                                          |
| 1987–1988 | 80 | 34 | 33 | 11 | 2   | —   | 81  | 318 | 307 | 5., South | nicht qualifiziert                                |
| 1988–1989 | 80 | 37 | 34 | 9  | —   | —   | 83  | 309 | 295 | 3., South | 1. Runde: Niederlage, 1:4 gg. Hershey Bears       |
| 1989–1990 | 80 | 44 | 32 | 4  | —   | —   | 92  | 354 | 315 | 4., South | 1. Runde: Niederlage, 1:4 gg. Rochester Americans |
| 1990–1991 | 80 | 36 | 42 | 2  | —   | —   | 74  | 325 | 346 | 6., South | nicht qualifiziert                                |
| 1991–1992 | 80 | 34 | 40 | 6  | —   | —   | 74  | 268 | 313 | 4., South | 1. Runde: Niederlage, 0:4 gg. Binghamton Rangers  |
| 1992–1993 | 80 | 33 | 36 | 11 | —   | —   | 77  | 325 | 354 | 3., South | 1. Runde: Niederlage, 1:4 gg. Rochester Americans |

## Team-Rekorde

### Karriererekorde
Spiele: 273  Dave Marcinyshyn
Tore: 126  Jeff Madill
Assists: 163  Kevin Todd
Punkte: 264  Paul Ysebaert
Strafminuten: 1216  Jamie Huscroft

## Bekannte ehemalige Spieler
- Martin Brodeur
- Bill Guerin
- Bobby Holík
- Waleri Selepukin
- Brent Severyn
- Kevin Todd
- Paul Ysebaert